# Mathias Damour
Mathias Damour (nacido en 1975) es un ecologista y pedagogo francés, fundador del proyecto libre Vikidia, en 2006 y también wikipedista de Wikipedia en francés cómo Astirmays. Siguiendo la propuesta de un usuario de Wikipedia en francés, se evaluó la posibilidad de que entre los usuarios y la Fundación Wikimedia se evaluara una enciclopedia para niños.

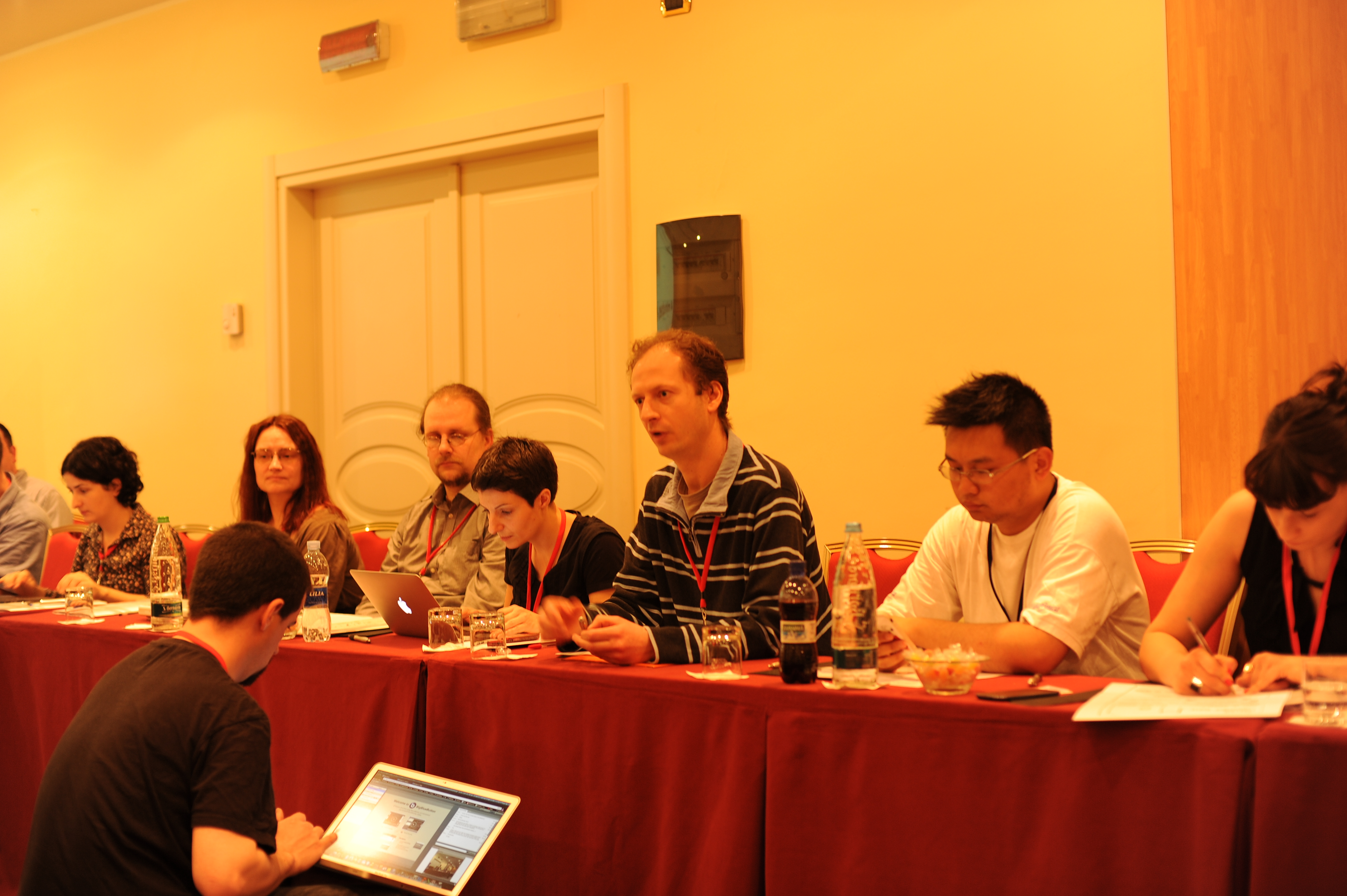
Mathias en 2013

La idea era hacer algunos artículos de Wikipedia que serían seleccionados y luego adaptados para una audiencia joven. Esta discusión también se trasladó a otras versiones de Wikipedia en otros idiomas.
Damour, que es un usuario asociado a este proyecto (registrado bajo el nombre de Astirmays ), y la Fundación Wikimedia discreparon sobre qué textos debían ser creados y editados por los propios niños. Las dos partes no pudieron llegar a un acuerdo cercano sobre esta discusión. El 17 de noviembre de 2006, Damour, por decisión propia y autónoma, creó Vikidia independiente de la Fundación Wikimedia.
La versión en español, fue creada en 2007. Actualmente cuenta con más de 5000 artículos.